# Pholoe fauveli
Pholoe fauveli är en ringmaskart som beskrevs av Kirkegaard 1983. Pholoe fauveli ingår i släktet Pholoe och familjen Pholoidae. Arten har ej påträffats i Sverige. Inga underarter finns listade i Catalogue of Life.